# Сибірцев Олександр Петрович
Сибірцев Олександр Петрович (18 липня 1953, смт Верхньоторецьке Ясинуватського району Донецької області Української РСР — 21 січня 1996, м. Артемівськ, Донецька область, Україна) — начальник Артемівського міського відділу Управління Служби безпеки України по Донецькій області, підполковник.

## Подвиг
20 січня 1996 року близько 21:50 хворий на шизофренію озброєний табельною зброєю охоронець місцевого відділення Агропромбанка «Україна» взяв у заручники свого 24-річного напарника. Підполковник Сибірцев, під час переговорів зі злочинцем, запропонував обміняти себе на заручника, чим врятував людині життя. Обмін відбувся о 6:05 21 січня. Злочинець попередив, що у разі спроби проникнення в банк бійців спецназу, офіцер буде вбитий. О 13:20 у приміщенні банку пролунали два постріли, — злочинець застрелив Сибірцева пострілом у серце та покінчив життя самогубством.
Похований на кладовище рідного селища.
Залишились дружина Катерина, син Олександр та донька Юлія. Сім'я переїхала до Києва. Син пішов по стопах батька, до 2010 року працював у СБУ, майор запасу.
23 березня 1996 року, — за особисту мужність і відвагу, виявлені під час виконання службового обов'язку, відданість справі, — нагороджений найвищою на той час нагородою України за мужність — відзнакою Президента України — зіркою «За мужність» (посмертно).
У місті Бахмут на честь Олександра Сибірцева названо вулицю, на будинку № 19 встановлено меморіальну дошку. Ім'ям Олександра Сибірцева названо школу в його рідному селищі Верхньоторецькому Ясинуватського району.
В Національній академії СБУ, у Харківському національному юридичному університеті імені Ярослава Мудрого, в Донецькому обласному управлінні СБУ встановлені бюсти та відкриті експозиції, що розповідають про подвиг підполковника Сибірцева.